# Око за око, газ за газ
«Око за око, газ за газ» — советский немой чёрно-белый фильм 1924 года режиссёра Александра Литвинова.
Фильм сохранился частично, из шести частей только 4-я (не полностью), 5-я и 6-я части.

## Сюжет
О происках агента иностранной разведки.
Разрабатывающий формулу боевого газа «Вихрь смерти» химик Дипс по заданию иностранной разведки приезжает в Советский Союз, чтобы найти необходимые химические элементы в горах Кавказа у Кисловодска. Здесь он натыкается на молодых советских учёных Павла Доброва и Ольгу Сизову, которые также ищут элементы для создания газа для уничтожения насекомых-вредителей сельского хозяйства. Дипс выдаёт себя за знакомого их коллеги, посланного органами власти на поиски, и обманом выкрадывает у них формулу газа. Но Дипсу для испытания газа необходимо произвести опыт над живым человеком… которым по его плану станет Ольга… Но благодаря Павлу и сотрудникам ГПУ девушку спасают, а Дипса арестовывают.

## В ролях
- Сергей Троицкий — Дипс
- Павел Вельский — Павел Добров
- Ольга Левыкина — Ольга Сизова
- Александр Литвинов — работник ГПУ
- Пётр Кириллов — эпизод

## О фильме
Название фильма — слова Льва Троцкого, лозунг-правило поведения в деле обороны СССР: «Око за око, газ за газ!», выдвинутое готовящейся летом 1925 года конференцией в Женеве где был подписан протокол о запрещении применения на войне удушающих и ядовитых газов, в 1927 году протокол был ратифицирован СССР с оговоркой, что будет соблюдаться только если он соблюдается противником, а правило вошло в Полевой устав Красной Армии: «средства химического нападения будут применены РККА лишь в том случае, если наши враги применят их первыми против нас».
Премьера фильма состоялась 20 января 1925 года в Баку, но во всесоюзный прокат фильм не выходил.
Фильм иногда называет первым «полочным» фильмом — были вырезаны сцены с участием Льва Троцкого (он играл в фильме самого себя), и фильм был запрещён по представлении информационного отдела ОГПУ «как содержащий в себе ряд моментов из работы ОГПУ», к тому же отраженных «халтурно».

## Критика
Приключенческая трюковая картина. В основе фильма — похищение американским диверсантом формулы разрушительного газа, открытого советским изобретателем. Заимствованный из худших образцов американской детективной литературы и лишь внешне приспособленный к советскому материалу, этот сюжет был почти одновременно использован в трех других советских фильмах: «Четыре и пять» по сценарию Г. Гребнера, «Коммунит» по сценарию А. Попова и «Луч смерти» по сценарию В. Пудовкина, всюду оставаясь условным и примитивным.— История советского кино: 1917—1967. В 4-х томах